# Annette Bening
Pour les articles homonymes, voir Bening.
Annette Bening est une actrice américaine née le 29 mai 1958 à Topeka (Kansas).

## Biographie
Annette Bening a des origines allemandes et anglaises.
Formée à l'American Conservatory Theatre de San Francisco, elle a d'abord travaillé comme comédienne au théâtre.
En 1988, elle fait sa première apparition sur les écrans, dans la comédie The Great Outdoors. Mais c'est l'année suivante, dans Valmont, le film de Miloš Forman adapté des Liaisons dangereuses, qu'elle se fait connaître. Le rôle de la perfide Mme de Merteuil lui permet de faire ses preuves.
En 1990, elle s'illustre dans une comédie Bons Baisers d'Hollywood, où elle croise Meryl Streep, et un thriller Les Arnaqueurs, pour laquelle elle est nommée à l'Oscar de la meilleure actrice. Un an plus tard, elle incarne la femme d'Harrison Ford, dans le drame À propos d'Henry. Toujours en 1991, elle interprète Virginia Hill dans Bugsy. Elle y fait la connaissance de Warren Beatty qu'elle épouse l'année suivante : ils auront quatre enfants.
Annette Bening est une actrice assez rare à l'écran, elle se consacre en effet à la vie de sa grande famille. Elle joue aussi bien dans des comédies, comme Le Président et Miss Wade (1995), que dans des films plus noirs telle la transposition dans les années 1930 de Richard III. En 1996 notamment, elle brise son image de bourgeoise dans la comédie satirique de Tim Burton, Mars Attacks!. Trois ans plus tard, elle s'essaie à un genre encore plus fantastique : elle tient en effet le rôle principal du film de Neil Jordan, Prémonitions.
La même année, Annette Bening est citée à l'Oscar et au Golden Globe de la meilleure actrice pour son interprétation de mère de famille infidèle dans American Beauty. Seule femme dans le western de Kevin Costner, Open Range (2003), elle trouve dans ce film une rare intensité dramatique. Nouvelle récompense pour son interprétation dans Adorable Julia (2005) où elle incarne une actrice tourmentée dans les années 1930 : sa prestation de comédienne lui vaut une nouvelle fois le Golden Globe de la meilleure actrice et une nomination aux Oscars.
Par la suite, Annette Bening tient le rôle de la mère excentrique de Joseph Cross dans le film Courir avec des ciseaux de Ryan Murphy, puis fait partie deux ans plus tard du casting très féminin de The Women aux côtés, entre autres, de Meg Ryan, Eva Mendes et Jada Pinkett. Alternant les genres en 2010, elle interprète l'une des trois mères courage dans le drame Mother and Child, avant de jouer la compagne de Julianne Moore dans la comédie dramatique Tout va bien ! The Kids Are All Right.
En 2014, elle joue dans The Search aux côtés de Bérénice Bejo dans un film de Michel Hazanavicius.
En 2017, elle préside le jury international du 74e Festival de Venise.

### Vie privée
Annette Bening épouse le chorégraphe James Steven White le 26 mai 1984. Ils divorcent en 1991. Elle épouse Warren Beatty le 3 mars 1992. Ils ont quatre enfants, dont Stephen Ira Beatty.

## Théâtre
- Macbeth de William Shakespeare
- 1985 : Pygmalion de George Bernard Shaw
- 1986 : La Cerisaie d'Anton Tchekhov
- 1987 : Coastal Disturbances de Tina Howe
- 2009 : Médée d'Euripide
- 2010 : The Female of the Species de Joanna Murray-Smith

## Filmographie

### Cinéma

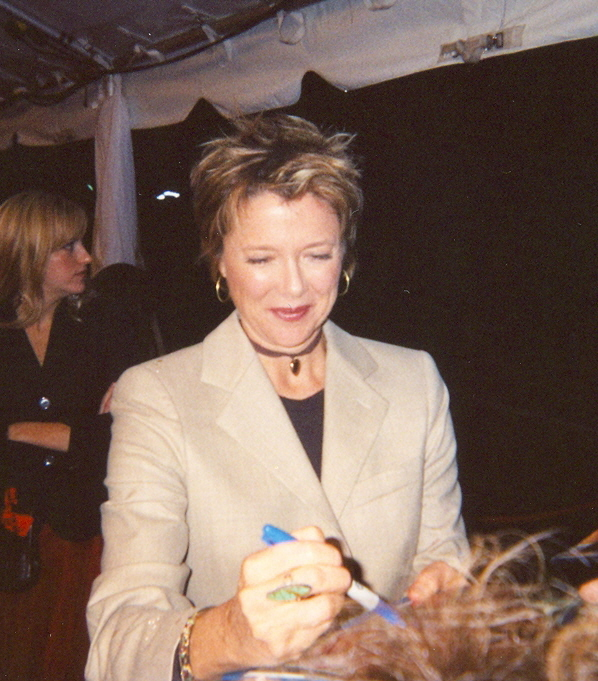
Annette Bening au Festival international du film de Toronto en 2005.

- 1988 : The Great Outdoors de Howard Deutch : Kate Craig
- 1989 : Valmont de Miloš Forman : Mme de Merteuil
- 1990 : Bons baisers d'Hollywood (Postcards from the edge) de Mike Nichols : Evelyn Ames
- 1990 : Les Arnaqueurs (The Grifters) de Stephen Frears : Myra Langtry
- 1991 : La Liste noire (Guilty by suspicion) de Irwin Winkler : Ruth Merrill
- 1991 : À propos d’Henry (Regarding Henry) de Mike Nichols : Sarah Turner
- 1991 : Bugsy de Barry Levinson : Virginia Hill
- 1994 : Rendez-vous avec le destin (Love Affair) de Glenn Gordon Caron : Terry McKay
- 1995 :  Le Président et Miss Wade (The American president) de Rob Reiner : Sydney Ellen Wade
- 1995 : Richard III de Richard Loncraine : Reine Elizabeth
- 1996 : Mars Attacks! de Tim Burton : Barbara Land
- 1998 : Couvre-feu (The Siege) de Edward Zwick : Elise Kraft / Sharon Bridger
- 1999 : Prémonitions (In Dreams) de Neil Jordan : Claire Cooper
- 1999 : American Beauty de Sam Mendes : Carolyn Burnham
- 2000 : De quelle planète viens-tu ? (What planet are you from?) de Mike Nichols : Susan Anderson
- 2003 : Open Range de Kevin Costner : Sue Barlow
- 2004 : Adorable Julia (Being Julia) de Istvan Szabo : Julia Lambert
- 2006 : Courir avec des ciseaux (Running with Scissors) de Ryan Murphy : Deirdre Burroughs
- 2009 : The Women de Diane English : Sylvie Fowler
- 2010 : Mother and Child de Rodrigo García : Karen
- 2010 : Tout va bien ! The Kids Are All Right (The Kids Are All Right) de Lisa Cholodenko : Nic
- 2012 : Elle s'appelle Ruby (Ruby Sparks) de Jonathan Dayton et Valerie Faris : Gertrude
- 2012 : Imogene de Shari Springer Berman et Robert Pulcini : Zelda
- 2013 : Ginger and Rosa de Sally Potter : Bella
- 2014 : The Face of Love de Arie Posin : Nikki Lostrom
- 2014 : The Search de Michel Hazanavicius : Helen
- 2015 : Danny Collins de Dan Fogelman : Mary Sinclair
- 2017 : 20th Century Women de Mike Mills : Dorothea
- 2017 : L'Exception à la règle (Rules Don't Apply) de Warren Beatty : Lucy Mabrey
- 2017 : The Seagull de Michael Mayer : Irina
- 2017 : Film Stars Don't Die in Liverpool de Paul McGuigan : Gloria Grahame
- 2018 : Seule la vie... (Life Itself) de Dan Fogelman : Dr Kate Morris
- 2019 : The Report de Scott Z. Burns : Dianne Feinstein
- 2019 : Captain Marvel de Ryan Fleck et Anna Boden : l’Intelligence Suprême et Mar-Vell/le Dre Wendy Lawson[3]
- 2019 : Georgetown de Christoph Waltz : Amanda Brecht
- 2019 : Goodbye (Hope Gap) de William Nicholson : Grace
- 2022 : Mort sur le Nil (Death on the Nile) de Kenneth Branagh : Euphemia
- 2022 : Jerry and Marge Go Large de David Frankel : Marge Selbee
- 2023 : Poolman de Chris Pine : Diane
- 2023 : Insubmersible (Nyad) d'Elizabeth Chai Vasarhelyi et Jimmy Chin : Diana Nyad
- 2026 : The Bride de Maggie Gyllenhaal

### Télévision

#### Séries télévisées
- 1987 : Deux flics à Miami (Miami Vice), saison 3, épisode 19 : Contre-vérité (Red Tape) de Gabrielle Beaumont : Vicky
- 1987 : Un flic dans la mafia (Wiseguy), saison 1, épisode 5 : Double couverture (One on One) de Reynaldo Villalobos (en) : Karen Leland / Maloy
- 2004 : Les Soprano (The Sopranos), saison 5, épisode 11 : Rêve et Réalité d'Allen Coulter : Elle-même
- 2024 : Apples Never Fall : Joy Delaney

#### Téléfilms
- 1986 : À la poursuite de Claude Dallas (Manhunt for Claude Dallas) de Jerry London : Ann Tillman
- 1988 : Bonnie Lee en cavale (Hostage) de Peter Levin : Jill
- 2005 : Mme Harris[4] (Mrs. Harris) de Phyllis Nagy : Jean Harris
- 2024 : Other Plans de Sally Ann Brooks et Bryan Erwin : Maman (Il n'y a pas encore, en 2023, de date de sortie prévue)[5]

## Distinctions

### Récompenses
- SAG Awards 2000 : meilleure actrice pour American Beauty
- BAFTA Awards 2000 : meilleure actrice pour American Beauty
- Golden Globes 2005 : meilleure actrice dans un film musical ou une comédie pour Adorable Julia
- Golden Globes 2011 : meilleure actrice dans un film musical ou une comédie pour Tout va bien ! The Kids Are All Right
- Festival Séries Mania 2024 : meilleure actrice de la compétition internationale dans Apples Never Fall

### Nominations
- British Academy Film Awards 1991 : meilleure actrice dans un second rôle pour Les Arnaqueurs
- Oscars 1991 : meilleure actrice dans un second rôle pour Les Arnaqueurs
- Golden Globes 1992 : meilleure actrice dans un film dramatique pour Bugsy
- Golden Globes 1996 : meilleure actrice dans un film musical ou une comédie pour Le Président et Miss Wade
- Golden Globes 2000 : meilleure actrice dans un film dramatique pour American Beauty
- Oscars 2000 : meilleure actrice pour American Beauty
- Oscars 2005 : meilleure actrice pour Adorable Julia
- Golden Globes 2007 : meilleure actrice dans un film musical ou une comédie pour Courir avec des ciseaux
- British Academy Film Awards 2011 : meilleure actrice pour Tout va bien ! The Kids Are All Right
- Oscars 2011 : meilleure actrice pour Tout va bien ! The Kids Are All Right
- Golden Globes 2020 : meilleure actrice dans un second rôle pour The Report
- Golden Globes 2024 : Meilleure actrice dans un film dramatique pour Insubmersible
- Oscars 2024 : Meilleure actrice pour Insubmersible

## Voix francophones
En France, Micky Sébastian et Pauline Larrieu sont les voix régulières d'Annette Bening, en alternance. Parallèlement, Françoise Cadol et Josiane Pinson l'ont doublée à trois reprises chacune.
Au Québec, Marie-Andrée Corneille est la voix québécoise régulière de l'actrice.